# Вилхелм Дитрих фон Бюлов
Вилхелм Дитрих фон Бюлов (на немски: Wilhelm Dietrich Freiherr von Bülow; * 1664; † 10 февруари 1737 в Берлин) е благородник от стария род фон Бюлов от Мекленбург, от 1705 г. имперски фрайхер, първият кралски пруски главен дворцов майстер и държавен министър, 1711 г. канцлер на „Ордена Черен орел“ и таен съветник.
Той е син на имперския фрайхер Паул Йоахим фон Бюлов (1606 – 1669) и втората му съпруга Луция фон Алефелд († 1698), дъщеря на Георг фон Алефелдт (1589 – 1641) и Маргарета Бломе († пр. 1666).
Брат е на Йоахим Хайнрих фон Бюлов (1650 – 1724), хановерски фогт и държавен министър във Фалкенберг, Томас Кристиан фон Бюлов (1651 – 1706), господар в Гьоденщедт, датски генерал-майор, Куно Йосуа фон Бюлов (1658 – 1733), кур-брауншвайгски-люнебургски генерал-фелдмаршал, и Ханс Ото фон Бюлов (1661 – 1729), хановерски съветник и ланд-дрост в Харбург.
Баща му Паул Йоахим фон Бюлов и синовете му Йоахим Хайнрих фон Бюлов (1650 – 1724), Томас Кристиан фон Бюлов (1651 – 1706), Куно Йосуа фон Бюлов (1658 – 1733), Ханс Ото фон Бюлов (1661 – 1729) и Вилхелм Дитрих фон Бюлов, са издигнати от император Йозеф I с диплома от 16 декември 1705 г. на имперски фрайхер.
Вилхелм Дитрих фон Бюлов е гавен дворцов майстер на кралица София Шарлота. На 17 януари 1701 г. той е един от първите рицари, на 1711 г. канцлер на „Ордена Черен орел“, 1711 г. канцлер на „Ордена Черен орел“. По-късно той става пруски държавен министър и таен съветник, също оберхауптман на Шпандау.

## Фамилия
Вилхелм Дитрих фон Бюлов се жени вер. 1696 г. за Кристина Антоанета фон Крозигк (* вер. 1673), дъщеря на Рудолф Лоренц фон Кросигк (1627 – 1673), курбранденбургски военен съветник, камерхер и обрист, и Розамунда Юлиана фон Клосен цу Хайденбург (1628 – 1694). Те имат пет деца:
- Шарлота Елеонора Фридерика фон Бюлов (* 1696)
- Фридрих фон Бюлов (* 18 януари 1698; † 18 май 1738), фрайхер, 1733 г. държавен министър, женен 1721 г. за Йохана Августа фон Арним (* 29 януари 1700; † януари 1763), дъщеря на генерал-фелдмаршал Георг Абрахам фон Арним (1651 – 1734 ) и Анна София Хелена фон Оер (1669 – 1702); имат 8 деца
- Кристина Луиза фон Бюлов (* 1700)
- София фон Бюлов (* 1702)
- Доротя Вилхелмина фон Бюлов (* 1707)